# Ruth Pfau
Ruth Katharina Martha Pfau (Leipzig, Alemania; 9 de septiembre de 1929-Karachi, Pakistán; 10 de agosto de 2017) fue una monja, escritora, asistente social y activista alemana a favor de los derechos humanos pakistaní. Perteneció a la Sociedad de Hermanas del Corazón de María, que dedica su vida a los leprosos.

## Biografía
Ruth Pfau nació en Leipzig, Alemania, en 1929. Después de la Segunda Guerra Mundial, cuando los soviéticos ocuparon el este de Alemania, se fue a Alemania Occidental con su familia y eligió la medicina como su futura carrera.
Estudió medicina en 1949 en Maguncia. No estaba satisfecha con su vida y quería hacer algo con ella. En 1962 se dirigía a la India después de haber entrado en la orden religiosa, pero debido a problemas de visado se quedó en Pakistán. 
Fue a Karachi, donde visitó una colonia de leprosos situada detrás de la calle McLeod Road, cerca de la estación de ferrocarril. Allí decidió que su vida estaría dedicada al cuidado de los enfermos de lepra. Se fundó el Centro de Lepra Marie Adelaide —que después se extendió en la realización de programas de prevención de tuberculosis y ceguera— y el doctor I.K. Gill comenzó un programa de trabajo social para los enfermos y sus familias. En abril de 1963 se compró una clínica para leprosos y llegaron enfermos de todo Karachi, Pakistán e incluso de Afganistán para recibir tratamiento.
En 1979 fue nombrada Asesora Federal en Lepra para el Ministerio de Salud y Bienestar Social del Gobierno de Pakistán. Pfau visitó áreas remotas de Pakistán donde no había instalaciones para el tratamiento de enfermos de lepra. Realizó colectas de fondos por Alemania y Pakistán y colaboró con hospitales en Rawalpindi y Karachi. En reconocimiento a sus servicios le fue concedida la nacionalidad pakistaní en 1988.
Debido a sus continuos esfuerzos, en 1996, la Organización Mundial de la Salud declaró a Pakistán como uno de los primeros países de Asia en haber controlado la lepra.
Fue reconocida en Pakistán y en el extranjero con numerosos galardones.
Murió el 10 de agosto de 2017 a los 87 años en un hospital de Karachi, Pakistán. 

## Distinciones

### Órdenes
- Mérito 1.ª clase de la Orden del Mérito de la República Federal de Alemania ( Alemania Occidental).[12]
- Estrella de la Orden del Gran Líder ( Pakistán).[13]
- Gran cruz del mérito de la Orden del Mérito de la República Federal de Alemania ( Alemania Occidental).
- Media luna de la Orden de Excelencia ( Pakistán).[13]
- Gran cruz con estrella del mérito de la Orden del Mérito de la República Federal de Alemania ( Alemania Occidental).
- Media luna de la Orden de Pakistán ( Pakistán).
- Orden del Gran Líder ( Pakistán, 23 de marzo de 2011).[13]

### Honores
- Ciudadanía honoraria de Pakistán (1988)
- Doctorado Honorario (Dr. hc), Facultad de Teología, Universidad de Friburgo (2014)[12]

### Premios
- Premio Damien-Dutton (1991)
- Premio Ramón Magsaysay (1992)
- Premio Itzel (2003)
- Premio Jinnah (2003)
- Medalla de Oro del Premio Albert Schweitzer —junto con Georg Sporschill— (2004)
- Premio Marion Dönhoff (2005)[14]
- Premio Bambi (22 de noviembre de 2012)[15]
- Premio Klaus-Hemmerle (2014)[16]